# The Four Freshmen
The Four Freshmen nannte sich selbstironisch eine amerikanische Vokalgruppe in den 1950er und 1960er Jahren, die in ihrer Zeit sehr erfolgreich und sogar in Japan populär war, bis sie durch das Auftauchen britischer Popbands in den Hintergrund gerückt wurde. Ursprünglich bestand die Gruppe aus den Mitgliedern Ross und Don Barbour, Marvin Pruitt und Hal Kratzsch, aber im Laufe der Zeit wechselten die Mitglieder und die Vokalgruppe ist noch heute im Geschäft. Sie wird als Vorgänger der Beach Boys, Manhattan Transfer u. a. gesehen.

## Geschichte der Band
1948 gründeten die Brüder Ross und Don Barbour ein Barbershop quartet am Arthur Jordan Conservatory der Butler University in Indianapolis, das zunächst Hal's Harmonizers genannt wurde. Der Band gehörten auch Marvin Pruitt und Hal Kratzsch an. Im weiteren Verlauf des Jahres stellte die Band ihr Repertoire auf einen jazzlastigeren Musikstil um und das Quartett wurde in The Toppers umbenannt.
Pruitt verließ die Gruppe bald und wurde durch Ross und Dons Cousin Bob Flanigan ersetzt. Nun nannte sich das Quartett The Four Freshmen. Frühzeitig wurde die Vokalgruppe von Glenn Millers The Modernaires und Mel Tormés Mel-Tones beeinflusst, aber sie begann Anzeichen ihres eigenen einzigartigen Stils des freien improvisierten Vokalharmonierens aufzuweisen. Bis zum September 1948 war das Quartett unter dem Namen The Four Freshmen auf Tour. Die Gruppe schaute sich viel von Jazzlegenden wie Dizzy Gillespie und Woody Herman ab.
1950 hatte The Four Freshmen ihren großen Durchbruch, als der Bandleader Stan Kenton das Quartett in Dayton, Ohio hörte. Er rief sein Plattenlabel Capitol Records an und arrangierte, dass sie dort vorsingen konnten. Daraufhin wurde die Gruppe noch im selben Jahr durch Pete Rugolo unter Vertrag genommen. In dem 1951 erschienenen Musical-Liebesfilm Hübsch, jung und verliebt wirkte die Gruppe als Gesangsquartett mit.
1952 brachte die Band ihre ersten Hit It's a Blue World als Single heraus, was ihnen die sofortige Anerkennung des Massenpublikums verschaffte. Kratzsch wurde 1953 durch Ken Errair ersetzt, der 1956 selbst durch Ken Albers ersetzt wurde. Diese Umbesetzung hatte wenig Auswirkungen auf den Stil der Band.
Die folgenden Veröffentlichungen von Mood Indigo im Jahr 1955, Day by Day im Jahr 1955 und Graduation Day. Im Jahr 1956 war die Gruppe ebenfalls erfolgreich. 1960 verließ Don Barbour die Band und wurde von Bill Comstock abgelöst.
Die Vokalgruppe blieb während der fünfziger und Anfang der sechziger Jahre beliebt und brachte eine große Anzahl gut verkaufter Alben heraus, absolvierte Kino- und Fernsehauftritte und gab zahllose ausverkaufte Konzerte. Schließlich verlor die Gruppe die Zuneigung des Massenpublikums, als die britischen Popbands der 1960er Jahre auftauchten. 1972 verließ Bill Comstock die Band und 1977 folgte ihm Ross Barbour. 1982 setzte sich Ken Albers zur Ruhe. Alle früheren Bandmitglieder wurden jeweils durch Neueinsteiger ersetzt.
Selbst als sich das letzte Originalmitglied Bob Flanigan 1992 zur Ruhe setzte, blieb die Gruppe bestehen. Auch in den neuen Bandbesetzungen haben The Four Freshmen die legendäre Vokalmusiktradition der Originalgruppe fortgesetzt, wobei sie der Musik neue Facetten hinzufügten.
Im Jahr 2000 wurde die Band mit der in einer Leseumfrage ermittelten Auszeichnung des amerikanischen Magazines Down Beat als Vokalmusikband des Jahres ausgezeichnet, was die zeitlose Beliebtheit des Quartetts bewies und ihnen ihre Rolle als eine der wichtigsten Vokalgruppen in der Jazzgeschichte sicherte.
2001 brachte die auf Jazzmusik spezialisierte Plattenfirma Mosaic Records eine Multi-CD Ausgabe von The Four Freshmen heraus, auf der alle Aufnahmen des Quartetts aus den 1950er Jahren enthalten sind.

## Diskografie

### Alben (Auswahl)
- Voices in Modern (1954)
- 5 Trombones (1955)
- Freshmen Favorites (1956)
- 5 Trumpets (1957)
- Four Freshmen and Five Saxes (1957)
- Voices In Latin (1958)
- The Freshman Year (1958)
- Voices In Love (1958)
- In Person (1958)
- Four Freshmen and Five Guitars (1959)
- Love Lost (1959)
- Voices And Brass (1960)
- Road Show  (1960)
- Voices in Fun (1961)
- The Freshman Year (1961)
- Stars in Our Eyes (1962)
- Day By Day (1962)
- Got That Feelin'  (1963)
- Funny how Time Slips Away (1964)
- That's My Desire (1967)
- Four Freshmen in Tokyo '68 (1969)
- Return to Romance (1971)
- Alive & Well in Nashville (1982)
- Live At Butler University With Stan Kenton And His Orchestra (1986)
- Fresh! (1986, für den Grammy nominiert)
- Freshmas! (1992)
- Angel Eyes (1995)
- Easy Street(1997)
- Golden Anniversary Celebration (1998)
- Still Fresh (1999)
- Four Freshmen Live CD (2000)
- Live in the New Millennium (2002)
- Live In Holland (2004)

### Singles
- Mood Indigo (1954)
- Day by Day (1955)
- Graduation Day (1956)